# Regenye
Regenye is een plaats (község) en gemeente in het Hongaarse comitaat Baranya. Regenye telt 180 inwoners (2001).